# Something New (filme)
Something New (bra: Uma Coisa Nova: As Surpresas do Coração; prt: Algo Novo) é um filme independente estadunidense de 2006, do gênero comédia dramático-romântica, dirigido por Sanaa Hamri, com roteiro de Kriss Turner.
A trama se concentra nas relações inter-raciais, nos valores familiares e nos costumes sociais afro-americanos tradicionais.[carece de fontes?]

## Enredo
Kenya McQueen (Sanaa Lathan) é uma mulher afro-americana solteira e bem-sucedida que sacrificou o romance para seguir uma carreira como contabilista pública certificada. Seu desejo obsessivo e compulsivo de perfeição e controle se manifestou na decoração suave e monocromática de sua nova casa e nas regras rígidas que ela segue em sua vida pessoal. Instada a relaxar com seus amigos, Kenya aceita um encontro às cegas com o arquiteto paisagista Brian Kelly (Simon Baker), organizado por sua colega de trabalho Leah Cahan (Katharine Towne), que está no processo de planejar o tipo de casamento que Kenya deseja. Os dois se encontram na Starbucks, e ela fica surpresa ao descobrir que Brian é branco. Ela rapidamente se desculpa e sai.
Os dois inesperadamente se reencontram em uma festa na casa dos pais de Leah, onde Brian ajardina os jardins. Impressionado com seu trabalho, Kenya decide contratá-lo para renovar seu jardim desarrumado do quintal. Com o passar do tempo, o relacionamento empregadora-empregado evolui para uma amizade e depois para um amor.
Embora Brian esteja ajudando-a a se sentir mais à vontade com seu ambiente de vida, Kenya acha difícil descartar suas reservas sobre o romance. As opiniões de suas amigas Cheryl (Wendy Raquel Robinson), Nedra (Taraji P. Henson), e Suzette (Golden Brooks), seus pais de classe alta Joyce (Alfre Woodard) e Edmond (Earl Billings), e seu mulherengo irmão Nelson (Donald Faison) começam a ter um efeito deletério e a falta de vontade de Brian em discutir questões de cor os separa.
Nelson apresenta sua irmã a alguém que ela considera um pretendente mais aceitável, o advogado tributário Mark Harper (Blair Underwood), que acaba de se mudar para Los Angeles. Os dois começam a namorar e, enquanto Joyce aprova completamente, Edmond sente que sua filha não está tão feliz quanto ela estava com Brian. Tudo o que Kenya pensou que queria de repente parece imaterial, e nada que Mark faça acenda uma faísca entre eles. Quando a dissonância que ela desenvolveu finalmente a domina, Kenya decide se reunir com Brian, não permitindo mais que sua natureza controladora e normas sociais determinem assuntos do coração.
Kenya se casa com Brian entre seus amigos mais próximos e entes queridos.[carece de fontes?]

## Elenco
- Sanaa Lathan - Kenya Denise McQueen
- Simon Baker - Brian Kelly
- Blair Underwood - Mark Harper
- Donald Faison - Nelson McQueen, irmão de Kenya
- Alfre Woodard - Joyce McQueen, mãe de Kenya
- Earl Billings - Edmond McQueen, pai de Kenya
- Katharine Towne - Leah Cahan
- Stanley DeSantis - Jack Pino
- Mike Epps - Walter, marido de Cheryl
- Julie Mond - Penelope, ex de Brian
- Lee Garlington - Sra. Cahan
- Taraji P. Henson - Nedra, amiga de Kenya
- Wendy Raquel Robinson - Cheryl, amiga de Kenya
- Golden Brooks - Suzette, amiga de Kenya

## Recepção crítica
O filme recebeu críticas geralmente positivas. No Rotten Tomatoes, o filme tem uma classificação de aprovação de 61% com base em 109 críticas, com uma classificação média de 6,04/10. Segundo Metacritic, o filme recebeu pontuação média de 64 em 100, com base em 28 críticas.

## Lançamento do DVD
Em 16 de maio de 2006, o filme foi lançado em DVD na Região 1 em duas versões, uma em widescreen anamórfico e outra em formato de tela cheia.[carece de fontes?] Ambos possuem uma faixa de áudio em inglês e legendas em inglês, espanhol e francês.[carece de fontes?] Os bônus incluem uma introdução de Blair Underwood, The Making of Something New, e The Dos and Don'ts of Dating.[carece de fontes?]